# Малинове Озеро
Мали́нове Озеро (рос. Малиновое Озеро) — селище міського типу у складі Михайловського району Алтайського краю, Росія. Адміністративний центр та єдиний населений пункт Малиновоозерської селищної ради.

## Населення
Населення — 3586 осіб (2010; 4133 у 2002).